# 川口士
川口士（日語：川口士，1979年2月22日—），是日本小說家、輕小說作家。出生於東京都。日本推理作家協會會員。

## 經歷
2006年以獲得第18屆Fantasia長篇小說大賞的「大賞」，出版時標題更改為。該小說是川口士的出道作品 。該年也以入選第3屆史克威爾艾尼克斯小說大賞。

## 作品列表
富士見Fantasia文庫
- 戰鬼（1卷）
  - 插畫：一之瀨綾子
- （5卷）
  - 插畫：柴倉乃杏
- （5卷）
  - 插畫：雛祭桃子

史克威爾艾尼克斯小說
- （2卷）
  - 插畫：

一迅社文庫
- 星圖詠的理娜（3卷）
  - 插畫：南野彼方／中文版代理發行：東立出版社／翻譯：林玟伶
- （1卷）
  - 插畫：
- 千之魔劍與盾之少女（全15卷）
  - 插畫：／中文版代理發行：東立出版社／翻譯：何宜叡
- （全4卷）
  - 插畫：鈴木屋16号店（1－2集）、（3集起）
- 銀煌的騎士勛章（3卷）
  - 插畫：
- 折斷的聖劍與帝冠劍姬（全4卷完）
  - 插畫：八坂

MF文庫J
- 魔彈之王與戰姬（全18卷）
  - 插畫：（1－8集）、片桐雛太（9集起）／中文版代理發行：東立出版社／翻譯：林玟伶

集英社
- （4卷）
  - 插畫：
- 黑狮子城奇谭（1卷）
  - 插畫：八坂

## 外部連結
- 一〇八（仮） （页面存档备份，存于） （日語）
- 川口士的X（前Twitter）